# بستمن
بستمن (به هلندی: Besthmen) یک منطقهٔ مسکونی در هلند است که در اومن واقع شده‌است.